# Melolagnia
A melolagnia (do grego akoustikê: "som" e philia: "amor"), também chamada de Acusticofilia, é uma parafilia relacionada à atração sexual por sons, como música, canções, gritos, lágrimas, obscenidades, mas mais comumente, sons emitidos durante a relação sexual, como gemidos.